# Acrolophus cathecta
Acrolophus cathecta är en fjärilsart som beskrevs av Walsingham 1915. Acrolophus cathecta ingår i släktet Acrolophus och familjen Acrolophidae. Inga underarter finns listade i Catalogue of Life.